# Lundaskolan
Lundaskolan var en grupp av poeter kopplade till Litterära studentklubben i Lund. Denna bildades i november 1945 av bland andra Evald Palmlund, Bertil Ströhm, Nils A. Bengtsson och Gösta Lilja i syfte att bana väg för den modernistiska poesin.
Under 1950-talet var klubben kulturell hemvist för ett antal unga poeter som man brukar sammanföra under beteckningen Lundaskolan eller Lundagruppen. De publicerade sina dikter i föreningens tidning Vox, i studenttidningen Lundagård och i Malmötidningen Kvällsposten. De skrev i en modernistisk tradition och hämtade sina influenser från modernisterna såsom Sartre, Camus och Kierkegaard. Kännetecknande för poesin var förekomsten av ironi, stilbrytningar, lekfullhet och absurditeter.
Till Lundagruppen räknas Anna Rydstedt, Majken Johansson, Ingemar Gustafson (Leckius), Göran Printz-Påhlson, Åsa Wohlin, Lennart Fröier, Tryggve Emond, Harald Swedner, Evald Palmlund och Bo Strömstedt. Författarna har själva motsatt sig att klassificeras som grupp. ”Lundaskolan var en krets av vänner. För övrigt var det en litteraturkritisk myt” enligt Ingemar Gustafson (Leckius).
Ingemar Gustafson (Leckius) och Göran Printz-Påhlson var också medlemmar i redaktionen för kulturtidskriften Salamander.
Flera av författarna hade kristen bakgrund eller kom att ansluta sig till kristna samfund. Anna Rydstedt läste teologi och hade ambitionen att bli präst, Majken Johansson anslöt sig till Frälsningsarmén och Ingemar Gustafson (Leckius) konverterade till katolicismen.
Flera av författarna som räknas till Lundaskolan etablerade sig som kritiker av litteratur eller konst.